# Rozumice
Rozumice est une localité polonaise de la gmina de Kietrz, située dans le powiat de Głubczyce en voïvodie d'Opole.

## Histoire
De 1743 à 1945, Rösnitz fait partie de l'arrondissement de Leobschütz (de) dans la district d'Oppeln au sein de la province de Silésie.